# Stralsund: Außer Kontrolle
Außer Kontrolle ist ein deutscher Fernsehfilm von Martin Eigler aus dem Jahr 2010. Es handelt sich um den zweiten Filmbeitrag der ZDF-Kriminalfilmreihe Stralsund. In den Hauptrollen der Ermittler agieren Katharina Wackernagel, Wotan Wilke Möhring, Alexander Held und Michael Rotschopf. Die Haupt-Gastrollen sind mit Justus von Dohnányi, Anna von Berg, Melika Foroutan und Max Hopp besetzt.

## Handlung
Als ein Fischkutter auf der Ostsee im Strelasund seine Netze einzieht, wird darin ein Toter entdeckt. Sabine Meißners Mann ist nicht nach Hause gekommen. Sie telefoniert mit ihrem Bruder Jörg Lehmann, in dessen Firma Nord Secur, die auch Geldtransporte durchführt, ihr Mann als Disponent arbeitet. Etwa zur selben Zeit machen sich der Fahrer Piet Hansen und seine Kollegin Paula Selow fertig, da gleich ein Geldtransport ansteht. In einer alten Werkhalle treffen Dirk Göttler und Maik Tillmann letzte Vorbereitungen für den Überfall auf den Geldtransporter, dabei fällt auch der Name Meißner und der Satz: „Wenn er bis 8:30 Uhr nicht angerufen hat, sollen wir losfahren,“ hat er gesagt.
Kriminalkommissarin Nina Petersen und ihr Kollege Kriminalhauptkommissar Karl Hidde werden zu der im Fischernetz aufgefundenen Leiche gerufen. Der Mann wurde von hinten erschossen. Über sein Handy bekommen sie seine Identität heraus. Es handelt sich um Thomas Meißner. Dann kommt auch schon die Meldung rein, dass etwas mit dem Geldtransporter der Nord Secur nicht stimmt, der mit vier Millionen Euro unterwegs ist. Plötzlich ist das Signal zum Transporter unterbrochen.
Göttler und Tillmann sind inzwischen mit dem Geldtransporter in die alte Werkhalle zurückgefahren. Tillmann hadert mit sich selbst, weil er den Fahrer des Geldtransporters erschossen hat. Paula Selow hat sich im hinteren separaten Teil des gepanzerten Fahrzeugs verschanzt, wo sie sich immer noch befindet. Tillmann will, dass man wartet, bis Meißner kommt. Göttler gibt zu bedenken, dass man sich gegenseitig nicht vertraue, sonst hätte Meißner ihnen ja gleich den Code für den Innenraum des Fahrzeugs geben können. Habe er aber nicht. Inzwischen ist eine Ringfahndung nach dem Geldtransporter ausgelöst worden. Petersen unterrichtet den neuen Dienststellenleiter Gregor Meyer über den Stand der Dinge. Man gehe davon aus, dass die Täter ihre Insiderinformationen direkt aus der Firma bezogen hätten, alles spreche dafür, dass Thomas Meißner, der Tote aus dem Wasser, der Informant gewesen sei.
Paula Selow gelingt es, eine Funkverbindung zur Firma herzustellen und daraus folgend zur Polizei. Sie schildert Kommissarin Petersen ihre Lage. Nach kurzer Zeit, der Geldtransporter hat sich wieder in Bewegung gesetzt, verliert sie die Nerven und schluchzt, sie wolle zu ihren Kindern. Dann kommt die Meldung, der Akku sei gleich leer. Um Strom zu sparen, will Petersen, dass sie das Gerät erst wieder anschaltet, wenn sich die Lage ändert. Petersen hat eine Vermutung, wo der Geldtransporter sein könnte. Zusammen mit Hidde fährt sie dorthin, während Meyer vom Hubschrauber aus die Lage sondiert.
Die Funkverbindung ist abgebrochen, Paula Selow steht die Angst ins Gesicht geschrieben. Als sie Hubschraubergeräusche vernimmt, schöpft sie Hoffnung. Diese entfernen sich jedoch wieder. Göttler droht Selow, das Auto zu sprengen, wenn sie nicht rauskomme. Als sie die Wagentür öffnet und die Waffe auf ihn richtet, schießt er. Selow bricht zusammen, sie fleht Göttler an, Hilfe zu holen. Dieser packt jedoch seelenruhig die erbeuteten Millionen in seine Tasche um und meint, sie wolle sich nur sein Gesicht einprägen, er glaube nicht, dass das noch etwas mit ihr werde. Dann entfernt er sich, kommt aber zurück. Selow gelingt es, einen Schuss auf ihn abzufeuern, der ihn allerdings nur streift. Petersen und Hidde sind inzwischen auch vor Ort auf dem ehemals russischen Militärgelände. Göttler kann gestellt werden, er hat nur einen kleinen Teil der Beute bei sich. Von seinem Komplizen fehlt jede Spur. Paula Selow wird in die Klinik abtransportiert.
Bei einer Vernehmung durch Petersen führt Göttler aus, nicht er, sondern sein Kollege habe den Wachmann erschossen. Er könne nicht reden, dann würde ihn sein Kollege fertigmachen. Nach Thomas Meißner befragt, meint er, er sei doch kein Mörder. Dann geht ein Fax ein, dass man den Gefangenen freizulassen habe, sonst würde in Stralsund jede Stunde eine Bombe hochgehen. Als Petersen Göttler das Fax zeigt, erklärt dieser sich das damit, dass nur er seinem Partner helfen könne, an das Geld zu kommen. Wo er es versteckt hat, will er aber nicht sagen.
In einem Haus, das Hidde und Lietz betreten, detoniert eine Bombe, beide werden verletzt, Hidde schwer, ein Bein muss amputiert werden. Der Täter hatte gewollt, dass die Beamten das Haus betreten, deswegen die sichtbare Nummer auf dem Fax. Der Kontakt des Sprengsatzes wurde durch einen Stolperdraht ausgelöst. Göttler wird daraufhin freigelassen.
In der Klinik stößt Lietz auf Göttler, der sich dort mit Sabine Meißner trifft. Sie hatten sich in der Klinik kennengelernt und waren ein Verhältnis miteinander eingegangen. Das ist auch der Grund, warum Göttler ihren Mann aus dem Weg geräumt hat, er ist davon besessen, dass Sabine Meißner zu ihm gehört. Sowohl Meißner als auch Göttler gehören zum Klinikpersonal. Eine Kollegin Meißners gibt den Hinweis auf den Mann, der wahrscheinlich Göttlers Komplize ist, und ebenfalls Mitarbeiter der Klinik – Maik Tillmann. Petersen ist sich sicher, dass das Kind, das Meißner erwartete und abtreiben ließ von Göttler war. „Wenn er das erfährt, dreht er durch“, meint sie zu Lietz.
Tillmann hat Göttler und Meißner inzwischen in seine Gewalt gebracht: „Du hast eine Bombe gelegt, ohne mir etwas zu sagen, Du hast das Geld versteckt, ohne mir etwas zu sagen, gibt es noch etwas, was du mir nicht gesagt hast. Wolltest du mich auch abknallen, wie Meißner?“ fragt Tillmann aufgebracht. Göttler gesteht Meißner, als sie allein sind, dass er ein Recht auf das alles habe und auch auf das gesamte Geld. Er habe lange genug nur zugeschaut. Als Göttler erfährt, dass Meißner das Kind abgetrieben hat, reagiert er völlig über, er erschlägt Tillmann und fährt Meißner an, sie solle abhauen. Als er die Waffe auf sie richtet, kommen ihm Petersen und Lietz dazwischen und schießen ihn an.
Petersen trifft sich mit ihrem demenzkranken Vater am Ufer der Ostsee. Er redet immer davon, dass sie doch Polizistin werden wolle – dass sie das schon seit zehn Jahren ist, hat er vergessen.

## Produktion

### Produktionsnotizen
Produziert wurde der Film von Network Movie, Film- und Fernsehproduktion GmbH & Co. KG, Köln, Herstellungsleitung: Annette Oswald, Produktionsleitung: Ralph Retzlaff, verantwortlicher ZDF-Redakteur Martin R. Neumann. Im Soundtrack zu hören: Lighthouse Family – High, Elvis Presley – Viva Las Vegas.

### Neuer Chef in Stralsund
Die Kriminalinspektion Stralsund hat nach dem Tod von Susanne Winkler einen neuen Chef: Kriminalhauptkommissar Gregor Meyer aus Schwerin, der dort in der Abteilung für interne Ermittlungen tätig war. Im Gegensatz zu Kriminalkommissarin Nina Petersen, reagieren ihre Kollegen Kriminalhauptkommissar Karl Hidde und Kriminalkommissar Benjamin Lietz beunruhigt darauf und stellen sich die Frage, warum jemand den Chefposten in Stralsund bekommen hat, der in den letzten Jahren mit internen Ermittlungen gegen Polizeikollegen befasst war. Als Petersen Lietz, mit dem sie eine Liebesbeziehung hatte, darauf anspricht meint er nur, dass es schließlich in jedem Lebenslauf auch dunkle Stellen gebe. Man müsse halt nur die entsprechende Seite aufschlagen. Petersen ist irritiert.

### Dreharbeiten, Veröffentlichung
Außer Kontrolle wurde im Zeitraum 8. April bis 12. Mai 2010 in Stralsund und Umgebung sowie in Hamburg gedreht. Premiere hatte der Film am 30. September 2010 im Rahmen des Film Festival Cologne und wurde im Fernsehen erstmals am 10. Januar 2011 zur Hauptsendezeit im ZDF ausgestrahlt.

### Hintergrund
Regisseur und Drehbuchautor Martin Eigler äußerte zu dieser Folge, man versuche, „das Genre des Polizeithrillers zu nutzen, um Schlaglichter auf die Gesellschaft zu werfen. Eine Gesellschaft, in der dem Nehmen mehr Wert beigemessen [werde] als dem Geben und in der rücksichtslose Selbstbehauptung zum Maßstab des Erfolges“ werde.
Drehbuchautor Sven S. Poser führte aus: „Das Thrillergenre folgt festen Regeln und ist von einem höheren Erzähltempo bestimmt. Das führt oft zu einer Überbetonung des Plots. Deshalb ist es uns wichtig, dass die Figuren vielschichtig sind, und ihr Zusammenspiel ein paar unerwartete Wendungen nimmt.“
Eigler und Poser hatten die Rolle der Kommissarin Nina Petersen eigentlich für Barbara Rudnik konzipiert, mit der sie mehrfach zusammengearbeitet hatten. Die Schauspielerin starb jedoch, bevor die Dreharbeiten zum ersten Fall noch begonnen hatten.

## Rezeption

### Einschaltquote
Bei seiner Erstausstrahlung wurde der Film von 6,45 Millionen Zuschauern verfolgt, was einem Marktanteil von 18,7 % entspricht.

### Kritik
TV Spielfilm gab für Anspruch und Action einen von drei möglichen Punkten, für Spannung zwei, zeigte mit dem Daumen nach oben und begründete die gute Wertung folgendermaßen: „Der Raub ist packend inszeniert, daneben entwickelt sich u. a. mit Wotan Wilke Möhring eine interessante Story um Polizeiinterna.“ Fazit: „Dynamischer, gut gespielter Ostseekrimi.“
Rainer Tittelbach von tittelbach.tv befand, ‚Stralsund – Außer Kontrolle‘ beginne „rasant“. Im „psychologischen, ruhig erzählten Zwischenteil“ gerate „die Polizei in den Fokus, bevor es am Ende noch einmal zur Sache“ gehe. Der Film sei „klug konzipiert, klar im temporären Ablauf, doch nicht ohne Überraschungen im Detail.“ Die Schauspieler seien „funktional besetzt“ und ordneten „sich perfekt dem ‚System‘ unter“. Fazit: „Besser als der erste ‚Stralsund‘-Thriller mit Wackernagel“. Dafür gab der Kritiker 4,5 von 6 möglichen Sternen.
Für Kino.de bewegte sich der zweite Film mit Katharina Wackernagel als Kommissarin Petersen „näher am Thriller als am Krimi“. Und dieser Thriller habe „Klasse und strotz[e] vor tollen Drehbucheinfällen“. Allein schon, „wie die Geldtransportentführer aus der vermeintlichen Mausefalle entkommen, lohn[e] das Einschalten“. Dass man überdies mit dem „wahrscheinlich unharmonischsten Ermittlerteam im deutschen Fernsehen“ konfrontiert werde und dessen inneren Spannungen, „verleih[e] der Geschichte zusätzlichen Reiz“.
Harald Keller lobte in der Osnabrücker Zeitung, die Fortsetzung des ersten Stralsund-Films sei „reich an unerwarteten Wendungen“. Für ihre Geschichte hätten sich Martin Eigler und Sven Poser „einen ausgeklügelten Coup einfallen lassen“. Obwohl die Täter dem Publikum bekannt seien, entwickle sich „rasch ein fesselndes Geschehen“. Kurzum: „Eine geschickte Dramaturgie, psychologisch stimmige Figuren, lakonische Dialoge – bestes Krimihandwerk. Und völlig frei von blutigen Horrorszenarien. Wertung: 5 von 6 Sternen.“
Christina Tilmann vom Tagesspiegel schrieb ‚Stralsund – Außer Kontrolle‘ sei „ein außergewöhnlich gut gemachter Krimi geworden“ und das nicht nur, „weil Stralsund mit seinen Häfen und Stränden, den verlassenen Armeegeländen und romantischen Datschen an der See als Film-Location ausgesprochen malerisch“ sei. Gelobt wurde auch Christoph Chassées Arbeit mit der Kamera, die dem Film „einen kühlen, eleganten Look“ gegeben habe, „der so gar nichts von niedlicher Kleinstadt-Idylle“ habe. Auch das „Timing stimm[e]: Langsam, vorsichtig, ganz behutsam heb[e] der Film an, mit viel Zeit, um die Schwächen und Stärken der handelnden Personen kennenzulernen“.
Tilmann P. Gangloff schrieb eine Kritik für evangelisch.de, die durchgehend positiv ausfiel: „Großer optischer Aufwand, eine erstklassige Kameraarbeit […], ausgezeichnete Schauspieler, Spannung von der ersten bis zur letzten Sekunde, dazu immer wieder Handlungswendungen, weil die Figuren überraschende neue Seiten offenbaren: Der Film macht große Lust auf weitere Thriller aus Stralsund.“
Prisma meinte, der Film sei „durchaus spannend inszeniert“, sei „teilweise aber auch recht unwahrscheinlich“. Einige der „logische[n] Brüche und Schwächen (so etwa auch die zu lang geratenen Verhörszenen)“ seien „häufiger zu beobachten“, darauf könne man aber nicht näher eingehen, „um nicht zu viel zu verraten“.